# Scamboneura subfaceta
Scamboneura subfaceta är en tvåvingeart som beskrevs av Alexander 1934. Scamboneura subfaceta ingår i släktet Scamboneura och familjen storharkrankar. Inga underarter finns listade i Catalogue of Life.